# Kreis Johannisburg

Der Kreis Johannisburg in den Grenzen von 1818 bis 1945

Der Kreis Johannisburg war ein Landkreis in Masuren, dem südlichen Teil der Provinz Ostpreußen. Er bestand von 1818 bis 1945. Die Stadt Johannisburg war die Kreisstadt des Kreises.

## Geographie
Die Gesamtfläche des Kreises umfasste 1.684 km². Davon waren 33,1 % mit Wald bedeckt, 11,4 % mit Mooren und 11,3 % mit Gewässern. Nur 44,2 % der Gesamtfläche konnten landwirtschaftlich genutzt werden. Ein Teil der großen Masurischen Seen lag im Kreisgebiet. Zum Kreis gehörten die drei Städte Arys, Bialla (ab 1938 Gehlenburg) und Johannisburg.

## Verwaltungsgeschichte

### Königreich Preußen
Das Gebiet des Kreises Johannisburg gehörte seit der ostpreußischen Kreisreform von 1752 zu den damaligen Kreisen Oletzko und Seehesten. Im Rahmen der preußischen Verwaltungsreformen ergab sich mit der „Verordnung wegen verbesserter Einrichtung der Provinzialbehörden“ vom 30. April 1815 die Notwendigkeit einer umfassenden Kreisreform in ganz Ostpreußen, da sich die 1752 eingerichteten Kreise als unzweckmäßig und zu groß erwiesen hatten. Zum 1. September 1818 wurde im Regierungsbezirk Gumbinnen aus dem südwestlichen Teil des Kreises Oletzko und Teilen des Kreises Seehesten der neue Kreis Johannisburg gebildet. Dieser umfasste die Kirchspiele Arys, Bialla, Eckersberg, Drygallen, Groß Rosinsko, Johannisburg und Kumilsko. Das Landratsamt war in Johannisburg.
Am 6. April 1819 wurde die Insel Teufelswerder mit dem Fort Lyck im Spirdingsee in den Kreis Johannisburg umgegliedert. Seit dem 3. Dezember 1829 gehörte der Kreis – nach dem Zusammenschluss der Provinzen Preußen und Westpreußen – zur neuen Provinz Preußen mit dem Sitz in Königsberg. Seit dem 1. Juli 1867 gehörte der Kreis zum Norddeutschen Bund und ab dem 1. Januar 1871 zum Deutschen Reich. Am 21. Juli 1875 wurde die Landgemeinde Dietrichswalde aus dem Kreis Johannisburg in den Kreis Sensburg umgegliedert.
Nach der Teilung der Provinz Preußen in die Provinzen Ostpreußen und Westpreußen wurde der Kreis Johannisburg am 1. April 1878 ein Bestandteil Ostpreußens. Zum 1. November 1905 trat der Kreis Johannisburg zum neugebildeten Regierungsbezirk Allenstein. Zum 30. September 1928 fand im Kreis Johannisburg entsprechend der Entwicklung im übrigen Freistaat Preußen eine Gebietsreform statt, bei der nahezu alle Gutsbezirke aufgelöst und benachbarten Landgemeinden zugeteilt wurden.
Im Frühjahr 1945 wurde das Kreisgebiet durch die Rote Armee besetzt. Nach Kriegsende wurde das Kreisgebiet im Sommer 1945 von der sowjetischen Besatzungsmacht gemäß dem Potsdamer Abkommen unter polnische Verwaltung gestellt. Soweit die deutsche Bevölkerung nicht geflohen war, wurde sie in der Folgezeit größtenteils aus dem Kreisgebiet vertrieben.
Das Territorium des heutigen Powiat Piski (Kreis Johannisburg) entspricht ungefähr dem früheren Kreisgebiet.

## Bevölkerung
Die Volkszählung des Jahres 1837 ergab (bei insgesamt 33.081 Einwohnern) nach Muttersprache einen masurischen Bevölkerungsanteil von 89 % und einen deutschen von 11 %. Die Volkszählung von 1890 ergab (bei insgesamt 48.747 Einwohnern) nach Muttersprache einen masurischen Bevölkerungsanteil von 76 % und einen deutschen von 24 %.
Nach dem Ende des Ersten Weltkriegs stimmte die Bevölkerung in den Volksabstimmungen in Ost- und Westpreußen am 11. Juli 1920 über einen Verbleib des Kreises bei Ostpreußen oder den Anschluss an das wiedergegründete Polen ab. Von 38.964 stimmberechtigten Einwohnern stimmten 34.036 für Ostpreußen und lediglich 14 für Polen.
Der Kreis hatte bei der letzten deutschen Volkszählung (1939) 53.089 Einwohner, von denen nur 6.451 in der Stadt Johannisburg lebten. 58,5 % der Bewohner waren in der Landwirtschaft tätig.
Einwohnerentwicklung im Überblick
| Jahr | Einwohner | Quelle |
| ---- | --------- | ------ |
| 1818 | 21.171    | [ 4 ]  |
| 1846 | 34.781    | [ 5 ]  |
| 1871 | 44.349    | [ 6 ]  |
| 1890 | 48.747    | [ 7 ]  |
| 1900 | 48.262    | [ 7 ]  |
| 1910 | 51.399    | [ 7 ]  |
| 1925 | 55.239    | [ 7 ]  |
| 1933 | 54.322    | [ 7 ]  |
| 1939 | 52.672    | [ 7 ]  |

## Politik

### Landräte
- 1818–182900Ludwig Heinrichs
- 0000–183700von Oppeln-Bronikowski
- 1837–184700Müllner
- 1847–185100Robert Reuter
- 1851–187300Rudolf von Hippel
- 1873–188800Eduard Maubach
- 1888–189300Maximilian Müller
- 1893–190200Max Engelhard
- 1902–190500Emil Kautz
- 1905–191400Arthur Bollert
- 1914–193000Georg Gottheiner
- 1930–194500Herbert Ziemer

### Wahlen
Im Deutschen Kaiserreich bildete der Kreis Johannisburg zusammen mit den Kreisen Lyck und Oletzko den Reichstagswahlkreis Gumbinnen 6.

### Kommunalverfassung
Der Kreis Johannisburg gliederte sich in Städte, in Landgemeinden und – bis zu deren nahezu vollständigem Wegfall – in Gutsbezirke. Mit Einführung des preußischen Gemeindeverfassungsgesetzes vom 15. Dezember 1933 gab es ab dem 1. Januar 1934 eine einheitliche Kommunalverfassung für alle Gemeinden. Mit Einführung der Deutschen Gemeindeordnung vom 30. Januar 1935 trat zum 1. April 1935 die im Deutschen Reich gültige Kommunalverfassung in Kraft, wonach die bisherigen Landgemeinden nun als Gemeinden bezeichnet wurden. Diese waren in Amtsbezirken zusammengefasst. Eine neue Kreisverfassung wurde nicht mehr geschaffen; es galt weiterhin die Kreisordnung für die Provinzen Ost- und Westpreußen, Brandenburg, Pommern, Schlesien und Sachsen vom 19. März 1881.

## Amtsbezirke (unvollständig)
| - Amtsbezirk Arenswalde - Amtsbezirk Breitenheide - Amtsbezirk Dorren - Amtsbezirk Dreifelde - Amtsbezirk Drigelsdorf | - Amtsbezirk Eckersberg - Amtsbezirk Eichendorf - Amtsbezirk Gehsen - Amtsbezirk Großdorf - Amtsbezirk Groß Kessel | - Amtsbezirk Großrosen - Amtsbezirk Kullik - Amtsbezirk Morgen - Amtsbezirk Ruhden - Amtsbezirk Seegutten |

## Gemeinden
Nach der Gemeindeform von 1928 umfasste der Kreis Johannisburg bis 1945 drei Städte und 166 weitere Gemeinden:
| - Adlig Kessel - Adlig Rakowen - Andreaswalde - Annussewen - Arys, Stadt - Babrosten - Bagensken - Belzonzen - Bergfelde - Bialla, Stadt - Bilitzen - Bogumillen - Breitenheide - Brennen - Bzurren - Chmielewen - Czarnen - Czernien - Czyborren - Czyprken - Dannowen - Dlottowen - Dmussen - Dombrowken - Drosdowen - Drygallen - Dybowen - Eckersberg - Erdmannen - Fröhlichen - Gehsen - Gentken - Gregersdorf - Grodzisko | - Groß Brzosken - Groß Kessel - Groß Rogallen - Groß Rosinsko - Groß Schweykowen - Groß Zechen - Grünheide - Grusen - Gurra - Gusken - Gutten, Ksp. Eckersberg - Gutten, Ksp. Rosinsko - Gutten, Ksp. Johannisburg - Heydik - Hinter Pogobien - Jakubben - Jaschkowen - Jebrammen - Jeglinnen - Jegodnen - Johannisburg, Stadt - Jurgasdorf - Kallenzinnen - Kallischken - Kaminsken - Karpa - Karwik - Kibissen - Klein Brzosken - Klein Pogorzellen - Klein Rogallen - Klein Rosinsko - Klein Spalienen - Klein Zechen | - Königsdorf - Königstal - Konopken - Konzewen - Kosken - Koslowen - Kossaken - Kosuchen - Kotten - Kowalewen - Kreuzofen - Krussewen - Krzywinsken - Kuckeln - Kumilsko - Kurwien - Kurziontken - Lindensee - Lipinsken - Lipniken - Lippa - Lissen - Lodigowen - Lupken - Lysken - Lyssaken - Lyssuhnen - Maldaneyen - Masten - Mittel Pogobien - Monethen - Mykossen - Mykutten - Mysken | - Neu Usczanny - Nieden - Nittken - Nowaken - Oblewen - Odoyen - Olschewen - Orlowen - Oszywilken - Pasken - Pawlozinnen - Pianken - Pilchen - Poseggen - Przyroscheln - Quicka - Rakowken - Reinersdorf - Ribittwen - Rostken - Ruhden - Sabielnen - Salleschen - Sastrosnen - Sawadden - Schiast - Schwiddern - Sdorren - Sdunowen - Seehöhe - Skarzinnen - Skodden - Skrodzken - Snopken | - Sokollen, Ksp. Kumilsko - Sokollen, Ksp. Rosinsko - Soldahnen - Sowirog - Sparken - Spirdingswerder - Steinfelde - Strzelniken - Sulimmen - Symken - Tannenheim - Tatzken - Trzonken - Tuchlinnen - Turoscheln - Turowen - Ublick - Valenzinnen - Waldersee - Weissuhnen - Wiartel - Wiersbinnen - Wiesenheim - Wilken - Wlosten - Wollisko - Wonglik - Worgullen - Woynen - Woytellen - Zollerndorf - Zwalinnen - Zymna |

Im Kreis lagen außerdem die vier gemeindefreien Gutsbezirke Forst Drygallen, Forst Johannisburger Heide, Spirding-See und Truppenübungsplatz Arys.
Vor 1945 aufgelöste Gemeinden
- Groß Pogorzellen, 1907 zu Brennen
- Marchewken, 1908/10 in einen Gutsbezirk umgewandelt
- Groß Pasken, 1908/10 zu Königstal
- Rollken, am 30. September 1928 zu Kosuchen

## Ortsnamen
Am 16. Juli 1938, vereinzelt auch schon in den Jahren davor, wurden im Rahmen der nationalsozialistischen Germanisierung von Ortsnamen auch im Kreis Johannisburg umfangreiche Namensänderungen vorgenommen. Dies waren teils lautliche Angleichungen, teils Übersetzungen, teils freie Erfindungen. Neben der Stadt Bialla, die in Gehlenburg umbenannt wurde, betraf es viele weitere Gemeinden:
- Adlig Rakowen (Domäne): Raken,
- Adlig Rakowen (Dorf): Raken (Ostpr.),
- Alt Uszanny (ab 1905: Grünheide),
- Annussewen: Brennerheim,
- Bagensken: Lehmannsdorf,
- Belzonzen: Großdorf (Ostpr.),
- Bogumillen: Brödau,
- Buwelno: Vorwerk Ublick,
- Bzurren: Surren,
- Chmielewen: Talau,
- Czarnen: Herzogsdorf,
- Czernien (ab 1930:) Dornberg,
- Czierspienten (ab 1905:) Seehöhe,
- Czyborren: Steinen (Ostpr.),
- Czyprken (ab 1930:) Kolbitz,
- Dannowen: Siegenau,
- Dlugikont (ab 1903:) Klarheim,
- Dmussen: Dimussen,
- Dlottowen: Fischborn (Ostpr.),
- Dombrowken (Kirchspiel Drygallen): Altweiden,
- Dombrowken (Kirchspiel Eckersberg, ab 1929:) Eichendorf,
- Drosdowen: Drosselwalde,
- Drygallen: Drigelsdorf,
- Dybowen: Diebau,
- Dziadowen (ab 1905:) Königstal,
- Dziadtken: Jagdwiesen,
- Dziubiellen (ab 1904:) Zollerndorf,
- Glodowen (ab 1935:) Spirdingshöhe,
- Grodzisko (ab 1932:) Burgdorf,
- Gronden: Grunden,
- Groß Brzosken (ab 1932:) Birkenberg,
- Groß Pasken: Abbau Königstal,
- Groß Pogorzellen (ab 1907:) (Groß) Brennen,
- Groß Rosinsko: Großrosen,
- Groß Schweykowen: Scharnhorst,
- Groß Vallenzinnen: Valenzinnen,
- Groß Zwalinnen (ab 1932:) Zwalinnen, (ab 1938:) Schwallen,
- Gurra: Gebürge,
- Gutten, Kirchspiel Eckersberg (Gutten E, ab 1935:) Seegutten,
- Gutten, Kirchspiel Johannisburg (Gutten J): Gutten,
- Gutten, Kirchspiel Rosinsko (Gutten R): Reitzenstein (Ostpr.),
- Heydik: Heidig,
- Hinter Lippa: Hinter Oppendorf,
- Hinter Pogobien (ab 1933:) Hirschwalde,
- Jablon: Wasserborn,
- Jaschkowen: Reiherswalde,
- Jebrammen: Bachort,
- Jeglinnen: Wagenau,
- Jegodnen: Balkfelde,
- Kallenzinnen: Dreifelde,
- Kallischken: Flockau,
- Kaminsken: Erlichshausen,
- Karpa: Karpen,
- Klein Brzosken (ab 1930:) Birkental,
- Klein Dziubiellen (ab 1904:) Klein Zollerndorf,
- Klein Pogorzellen (ab 1930:) Brandau,
- Klein Spalienen: Spallingen,
- Klein Zwalinnen: Kleinschwallen,
- Köllmisch Rakowen: Köllmisch Rakau,
- Kommorowen: Ebhardtshof,
- Konopken: Mühlengrund (Ostpr.),
- Konzewen: Warnold,
- Kossaken: Wächtershausen,
- Kosuchen: Kölmerfelde,
- Kotzek (ab 1905:) Waldersee,
- Kowalewen: Richtwalde,
- Kowallik: Müllershof,
- Krussewen: Erztal,
- Krzywinsken: Heldenhöh,
- Kumilsko: Morgen,
- Kurziontken: Seeland,
- Kybissen: Kibissen,
- Lipinsken: Eschenried (Ostpr.),
- Lipnik: Falkenhöhe,
- Lischijami: Abbau Dorren,
- Lissaken: Drugen,
- Lissen: Dünen,
- Lyssuhnen: Lissuhnen,
- Lodigowen: Ludwigshagen,
- Maldaneyen: Maldaneien,
- Marchewken (ab 1926:) Bergfelde,
- Mittel Pogobien: Mittelpogauen,
- Mittel Schweykowen: Schweiken,
- Mykossen: Arenswalde,
- Mykutten: Mikutten,
- Mysken: Misken,
- Neu Drygallen: Neudrigelsdorf,
- Neu Uszanny (ab 1930:) Fichtenwalde,
- Niedzwedzen (ab 1924:) Reinersdorf,
- Nowaken: Brüderfelde,
- Oblewen: Kolbitzbruch,
- Odoyen: Nickelsberg,
- Olschewen: Kronfelde,
- Orlowen: Siegmunden,
- Pawlozinnen: Paulshagen,
- Pianken: Altwolfsdorf,
- Pieczisko (ab 1935:) Waldofen,
- Pietrzyken (ab 1904:) Wiesenheim,
- Piskorzewen (ab 1904:) Königsdorf,
- Pranie (ab 1908:) Seehorst,
- Rakowken: Sernau,
- Ribittwen: Ribitten,
- Rudczanny: Niedersee,
- Rzesniken: Försterei Nickelsberg,
- Sabielnen: Freundlingen,
- Salleschen: Offenau (Ostpr.),
- Samordey: Samordei,
- Sastrosnen: Schlangenfließ,
- Sawadden: Ottenberge,
- Sdorren: Dorren,
- Sdrusno: Eichenborn,
- Sdunowen: Sadunen,
- Skarzinnen: Richtenberg (Ostpr.),
- Skodden: Schoden (Ostpr.),
- Snopken: Wartendorf,
- Sowirog (ab 1934:) Loterswalde,
- Strzelnicken (ab 1930:) Schützenau,
- Symken: Simken,
- Trzonken: Mövenau
- Turoscheln: Mittenheide,
- Turowen: Turau,
- Vorder Lippa: Vorder Oppendorf,
- Wassermühle Kosuchen: Mühle Kölmerfelde,
- Wensewen: Wensen,
- Wielgilasz (ab 1905:) Tannenheim,
- Wiersbinnen: Stollendorf,
- Wondollek: Wondollen,
- Wonglik: Balzershausen,
- Wlosten: Flosten,
- Woynen: Woinen,
- Woytellen: Woiten,
- Zymna (ab 1932:) Kaltenfließ.